# ماتیاس کامپوس تورو
ماتیاس کامپوس تورو (انگلیسی: Matías Campos Toro؛ زادهٔ ۲۲ ژوئن ۱۹۸۹) بازیکن سابق فوتبال اهل شیلی است که در پست هافبک چپ یا دفاع چپ بازی می‌کند.

## تیم ملی
وی همچنین در تیم‌های ملی فوتبال زیر ۲۰ سال شیلی و شیلی بازی کرده‌است و در سال ۲۰۰۸ همراه با شیلی زیر ۱۸ سال برنده مسابقات ژوائو هاولانژ شد.